# Meden

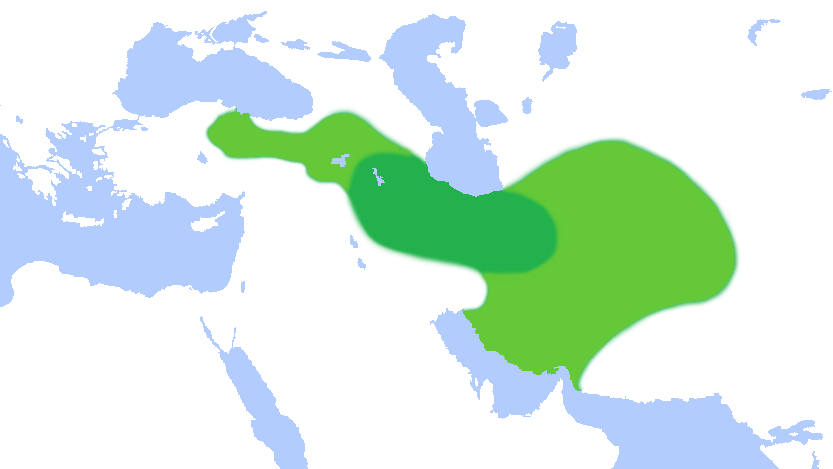
Kaart van het Medische Rijk, gebaseerd op Herodotus' betwijfelde beschrijvingen.

De Meden (in het Oudperzische Māda-; Oudgrieks: Μᾶδοι Madoi) waren een Iraans volk. Ze bewoonden een gebied in het tegenwoordige Iran. Volgens de historische geschiedschrijver Herodotus (438 v.Chr - 424 v.Chr.) zou er sprake zijn geweest van een Medisch rijk met als hoofdstad Ecbatana, het huidige Hamadan. Koning Deioces zou de verschillende stammen verenigd hebben in een rijk dat onder Cyaxares zijn grootste macht zou hebben gehad. Tegenwoordig wordt het bestaan van een verenigd groot Medisch rijk echter ook betwijfeld, omdat archeologische aanwijzingen ontbreken en omdat het verhaal van Herodotus niet overeenkomt met Assyrische en Nieuw-Babylonische bronnen. Historici denken dat er wel een rijk heeft bestaan, maar wellicht niet zo groot als voorheen wel beschreven.
Indo-Europeanen vestigden zich in het latere Medië (in het Zagrosgebergte en de ten oosten daarvan gelegen delen van het Iraans Plateau, ten noordwesten van Persis) rond het eind van het 2e millennium v.Chr.
Enkele archeologische vindplaatsen (ontdekt in de zogenaamde "Medische driehoek") en tekstuele bronnen (van Assyriërs, Babyloniërs, Grieken en de Bijbel (Daniël 6:16)) geven een idee van de geschiedenis en cultuur van de Meden. Erg veel is er echter nog niet bekend, er zijn nog geen grote opgravingen van Medische steden geweest, de Assyrische bronnen zijn sporadisch en de Griekse stammen van geruime tijd later. Deze architectonische, religieuze tempels en literaire referenties tonen het belang van durende Medische bijdragen aan de Iraanse cultuur, zoals het Safavidische-Achaemenidische-Medische verband van de traditie van "audiëntiezalen met pilaren". Een aantal  woorden in de Medische taal worden nog steeds gebruikt en er zijn talen die geografisch en vergelijkbaar terug te voeren zijn op de taal van de Meden.

## De Meden in Assyrische bronnen
De eerste geschreven vermeldingen van de Meden komen uit Assyrische bronnen. De oudste dergelijke vermelding is uit 834 v.Chr. De Assyrische koning Salmanasser III trok in dat jaar op tegen Namri, en ontving schatting van 27 'koningen' van Parsua. Tijdens deze veldtocht bereikte hij ook Medië.
Een grote aanval op de Meden werd uitgevoerd in 819/818 door Shamshi-Adad V. Hij veroverde Gizilbunda, waarvan de koning Pirisati zich verzette, en trok op tegen Sagbita, de hoofdstad van de Medische leider Hanasiruka. Hanasiruka probeerde zich terug te trekken, maar Shamshi-Adad dwong hem tot een gevecht en versloeg hem. Sagbita en een groot aantal omliggende plaatsen werden vernield. Van die tijd af waren de Meden schatplichtig aan de Assyriërs. Bekende producten die uit Medië kwamen, waren paarden en lapis lazuli. Ook onder Sammuramat en Adad-nirari III werden expedities tegen de Meden ondernomen, maar daarna raakte Medië door de machtsuitbreiding van Urartu buiten de Assyrische invloedssfeer.
In 737 trok Tiglat-Pileser III op tegen Medië. Hij annexeerde de Medische stad Zakruti, zijn troepen kwamen tot aan de berg Bikni (over de identiteit van deze berg is geen enigheid, maar diverse historische vermoeden dat hier Damavand bedoeld wordt), en hij legde een zware schatting op. Sargon II stichtte twee Assyrische provincies in het westen van Medië, en leidde nieuwe militaire expedities naar het Medische hartland. De Meden waren ook onderworpen aan de Assyrische politiek van gedwongen verhuizingen: Sargon deporteerde Meden naar Syrië, terwijl onder meer uit Noord-Syrië en koninkrijk Israël personen naar Medië gevoerd werden.
Hierna verzwakte de greep van Assyrië op Medië. Assyrië was verwikkeld in een langdurige oorlog met Babylonië, en de Meden, gesteund door Mannea en Ellipi, stelde zich meer onafhankelijk op. Rond 677 ondernam Esarhaddon een nieuwe veldtocht tegen Medië, waarna een aantal Medische vorsten zich aan hem onderwierpen.
Het bleef echter onrustig aan de Assyrische oostgrens, waar niet alleen de Meden en Mannaeërs, maar ook de Cimmeriërs en Scythen Assyrië bedreigden. Rond 672 v.Chr. kwam het tot een openlijke opstand van de Meden tegen de Assyriërs onder Esarhaddon. Leider van deze opstand was Kashtariti, heerser van de stad Karkashshi. Het grootste deel van Medië wist zich in deze opstand los te maken van het Assyrische gezag.
De laatste vermelding van de Meden in Assyrische bronnen is circa 658 v.Chr., als Assurbanipal een Medisch stamhoofd die tegen hem in opstand was gekomen, weet te vangen.

## De eerste koningen volgens Herodotus
Er zijn verschillende Griekse bronnen over de Meden, maar van deze wordt Herodotus veruit de belangrijkste geacht. Hij noemt 6 stammen, de Bousai (Busae), Paretakenoi (Paretaceni), Strouxates (Struchates), Arizantoi (Arizanti), Boudioi (Budii) en Magoi (Magi, I, 101). De Paratekanoi worden ook in andere Griekse bronnen genoemd.
Herodotus stelt dat de Meden een dynastie van vier koningen had, die samen een periode van 150 jaar omspannen:
- Deioces, regeerde 53 jaar
- Phraortes, regeerde 22 jaar
- Cyaxares, regeerde 40 jaar
- Astyages, regeerde 35 jaar

Cyaxares (Babylonisch Umakištar) en Astyages (Babylonisch Istumegu) zijn ook uit Mesopotamische bronnen bekend, voor de andere twee is dit niet zeker.
In het verleden is Deioces wel geïdentificeerd met Daiakku, een Mannaeïsch lokaal heerser die in opstand kwam, en door Sargon werd gevangen en verbannen naar Syrië, waar hij overleed, maar dit lijkt onwaarschijnlijk. Niet alleen meldt Herodotus niets over een verbanning, ook is niet duidelijk hoe een provinciaal heerser in Mannae in de koningslijsten van Medië terecht kan komen. Een meer logische mogelijkheid is dat Deioces gelijkgesteld moet worden met Daiku, koning van Shaparda, die in 716 schatting betaalde aan Sargon II tijdens een van zijn expedities naar Medië.
Sommige historici menen dat Phraortes overeen zou kunnen komen met Kashtariti. Reden hiervoor wordt gevonden in een Medische opstand uit 522 v.Chr., waarin ene Fravartish (de naam waarvan Phraortes vermoedelijk de vergriekste vorm is) in opstand komt tegen Darius I, en beweert dat hij Khshathrita "uit de familie van Cyaxares" is. Mogelijk was de ene naam de regeringsnaam, de andere de eigennaam, of heeft Herodotus zich door de naamsovereenkomst vergist. Anderen beschouwen deze verklaring als te ver gezocht, en gaan ervan uit dat Deioces en Phraortes inderdaad niet in de ons bekende Assyrische bronnen te vinden zijn.
Deioces geldt voor Herodotus als de stichter van het Medische Rijk; voor zijn tijd waren de Meden verdeeld in onafhankelijke stammen en steden. Deioces maakte zich populair als een onafhankelijke rechter, en liet zich vervolgens tot koning kiezen. Hij maakte van Ecbatana (het huidige Hamadan) zijn hoofdstad, en voerde een uitgebreid hofritueel in.
Onder Deioces' zoon Phraortes werd het rijk verder uitgebreid met overheersing van buurvolken zoals de Perzen. Uit de archeologie kan worden geconcludeerd dat de Medische expansie zich in deze tijd ook al in andere richtingen uitstrekte. De forten in het oostelijk deel van het koninkrijk Urartu werden vernietigd rond 640 v.Chr. Er is in die regio in die tijd geen andere macht bekend die hiervoor verantwoordelijk kan zijn dan de Meden. Later valt Phraortes volgens Herodotus Assyrië binnen, maar deze aanval mislukt, en Phraortes sneuvelt.
Cyaxares leidde een aanval op Nineve. Een belegering van de stad leek bijna te slagen, maar moest worden afgeblazen omdat de Meden zelf werden aangevallen door de Scythen. Vervolgens overheersten de Scythen de Meden gedurende 28 jaar, waarna Cyaxares hen versloeg en verdreef. De meeste historici vermoeden dat Herodotus zich hier vergist, en dat de aanval op Nineve en het begin van de Scytische overheersing zich tijdens de voorganger van Cyaxares (hetzij Phraortes, hetzij een door Herodotus niet genoemd persoon) moeten hebben afgespeeld.

## Cyaxares
Verschillende oude rijken (Elam, Mannea en Urartu) in Iran waren in deze tijd in verval, waardoor de Meden hun invloed konden uitbreiden.
In 626 kwamen de Babyloniërs onder Nabopolassar in opstand tegen Assyrië. In 616 was zijn positie in Babylonië sterk genoeg om Assyrië zelf binnen te vallen. Ook de Meden trokken op tegen Assyrië. In 615 vielen ze Arrapha (het gebied rond Kirkoek) aan, en annexeerden Mannea, een Assyrische bondgenoot. In 614 werden Tarbisu en Assur veroverd. Ook de hoofdstad Nineve werd belegerd, maar tevergeefs. Nadat Assur was veroverd, kwamen ook de Babyloniërs aan, waarop een bondgenootschap werd gesloten. In augustus 612 veroverden de Meden en Babyloniërs samen Nineve, na een beleg van drie maanden. In 610 versloegen de Meden en Babyloniërs de Assyriërs, gesteund door Necho II van Egypte, opnieuw.
Terwijl de Babyloniërs zich bezighielden met het verslaan van de laatste overblijfselen van het Assyrische Rijk, lijken Cyaxares en de Meden hun aandacht naar het noorden te hebben verlegd. In 609 v.Chr. werd Tushpa (het huidige Van), de hoofdstad van Urartu, veroverd en verwoest. In 590 werd Cyaxares in zijn expansie westwaarts aangevallen door Alyattes, de koning van Lydië. Een oorlog van vijf jaar volgde, totdat een zonsverduistering tijdens een veldslag in 585 (de slag bij de Halys) gezien werd als een teken om vrede te sluiten, en de Halys tot grensrivier bepaald werd. Cyaxares overleed korte tijd later.
Ook in oostelijke richting, over het Iraans Plateau en verder, werd de macht van Medië tijdens Cyaxares' regering uitgebreid. Hoever is echter onbekend.

## Het einde
Cyaxares werd opgevolgd door zijn zoon Astyages (Griekse naam, in het Akkadisch Ishtumegu). Over het grootste deel van zijn regering zwijgen de bronnen. In 553 v.Chr. kwam Cyrus, de koning van de Perzen, tegen Astyages in opstand. In de beslissende veldslag liepen Astyages' troepen over, en leverden hem uit aan Cyrus. Cyrus trok op naar Ecbatana en bracht de Meden onder Perzische heerschappij.

## Chronologie
Omdat Herodotus exacte regeertijden voor zijn vorsten geeft, en we van de laatste vorsten ook de jaartallen weten (Cyaxares overleed binnen een jaar na de Slag bij de Halys, dus in 585 of 584, en Cyrus versloeg Astyages volgens Babylonische bronnen in 550 of 549), zouden we kunnen proberen jaartallen aan de vorsten te verbinden. Dit levert het volgende resultaat:
- Deioces ca. 700-647
- Phraortes ca. 647-625
- Cyaxares ca. 625-585
- Astyages ca. 585-550

Dit levert echter problemen als we naar de Scytische overheersing kijken. Volgens Herodotus was deze gedurende de eerste 28 jaar van Cyaxares' regering, dus van ca. 625 tot ca. 597. Dit zou echter betekenen dat de Scytische dominatie pas beëindigd werd ruim na de val van Nineveh in 612, wat onwaarschijnlijk lijkt. Een mogelijke correctie is om de Scytische overheersing, in plaats van in het begin van de regering van Cyaxares, tussen Phraortes en Cyaxares te plaatsen:
- Deioces ca. 728-675
- Phraortes ca. 675-653
- Scytische overheersing ca. 653-625
- Cyaxares ca. 625-585
- Astyages ca. 585-550

Extra voordeel hiervan is dat de gelijkstelling van Phraortes met Kashtariti chronologisch mogelijk wordt. Anderen echter geven er de voorkeur aan de Scytische overheersing naar achteren te schuiven zonder de continuïteit van de Medische koningslijst te verbreken. Er is ook wel voorgesteld dat Herodotus de regeringsjaren van Deioces en Phraortes omgedraaid heeft, wat zou leiden tot een chronologie als:
- Deioces ca. 700-678
- Phraortes ca. 678-625 (Scytische overheersing ca. 635-615)
- Cyaxares ca. 625-585
- Astyages ca. 585-550

## Religie
Over de religie van de Meden verschillen de opinies. Sommige historici vermoeden dat de Meden zoroastristen waren, maar de meer gebruikelijke mening is dat hun religie weliswaar mazdeïstisch van aard was, maar dat de meer specifieke zoroastrische elementen pas aan het eind van het Medische of het begin van het Perzische Rijk algemeen ingang vonden. De Magi, later bekend als zoroastrische priesters, waren van oorsprong een Medische groep.

## Taal
Van het Medisch, de taal van de Meden, zijn geen geschreven bronnen, en is dus weinig bekend. Het valt onder de Noordwest-Iraanse talen, en is dus verwant aan het Koerdisch. Om deze reden worden de Meden soms als de voorouders van de Koerden beschouwd.